# Alfa Romeo Tipo 308
Chronologie des modèles (1938-1950)
Alfa Romeo 158 Alfa Romeo 159
L'Alfa Romeo Tipo 308, parfois dénommée Alfa Romeo 8C-308, est une automobile sportive développée en 1938 par le constructeur automobile italien Alfa Romeo. Elle se conforme à la Formule 3 Litres débutée en 1938, elle succède à l'Alfa Romeo 12C-37.

## Championnat du monde de Formule 1 1950
L'Alfa Romeo 8C-308 prend part aux 500 miles d'Indianapolis 1950, troisième manche du championnat du monde de Formule 1 1950. La monoplace italienne, pilotée par l'Américain Johnny Mauro, échoue à se qualifier pour la course.
| Saison | Écurie       | Moteur            | Pneumatiques | Pilotes      | Courses | Courses | Courses | Courses | Courses | Courses | Courses | Points inscrits | Classement |
| Saison | Écurie       | Moteur            | Pneumatiques | Pilotes      | 1       | 2       | 3       | 4       | 5       | 6       | 7       | Points inscrits | Classement |
| ------ | ------------ | ----------------- | ------------ | ------------ | ------- | ------- | ------- | ------- | ------- | ------- | ------- | --------------- | ---------- |
| 1950   | Johnny Mauro | Alfa Romeo 158 L8 | Firestone    |              | GBR     | MON     | 500     | SUI     | BEL     | FRA     | ITA     | -*              | -*         |
| 1950   | Johnny Mauro | Alfa Romeo 158 L8 | Firestone    | Johnny Mauro |         |         | Nq      |         |         |         |         | -*              | -*         |

Légende : ici 

* Le championnat du monde des constructeurs n'étant créé qu'en 1958, l'écurie ne marque aucun point.